# پیک‌نیک (وبگاه)
پیک‌نیک سرویس آنلاین ویرایش تصویر است. مرکز این شرکت در سیاتل، واشینگتن، ایالات متحده آمریکا قرار دارد.
در نوزده آپریل ۲۰۱۳ به‌طور کامل بسته شد.